# Acceptera
acceptera è il libro-manifesto dell'architettura moderna scandinava pubblicato nel 1931, scritto dagli architetti Gunnar Asplund, Wolter Gahn, Sven Markelius, Eskil Sundahl, Uno Åhrén e dallo storico dell'arte Gregor Paulsson. Pubblicato in stretta relazione con l'Esposizione di Stoccolma  del 1930, il testo rappresenta una pietra miliare nella cultura architettonica, anticipando il successo scandinavo nell'umanizzazione dell'architettura moderna. 

## Contenuto
Il libro non si limita a promuovere l'adozione di nuovi stili architettonici, ma affronta questioni sociali e culturali profonde, sostenendo la necessità di accettare la realtà contemporanea per poterla trasformare e creare una cultura che sia strumento di vita pratica. Gli autori propongono una visione dualistica della modernità, evidenziando come la società europea sia divisa tra un'Europa industrializzata (A-Europa) e una più arretrata e agricola (B-Europa). In questo contesto, l'architettura deve adattarsi alle nuove esigenze funzionali della società, abbandonando gli ornamenti storici e inutili, e abbracciando invece la semplicità e l'efficienza che caratterizzano l'era moderna.
Un tema ricorrente nel libro è la critica alla resistenza al cambiamento, sia in termini di design che di stile di vita. Gli autori sostengono che il mantenimento di forme estetiche obsolete non solo è ingiustificato, ma anche dannoso, in quanto ostacola l'evoluzione necessaria per rispondere alle esigenze del presente. Il libro promuove quindi una rottura radicale con il passato e un'adozione convinta del funzionalismo, dove l'utilità diventa il principio fondamentale del design, sia nell'architettura che nella vita domestica.
acceptera si distingue anche per la sua impaginazione d'avanguardia. Il testo è accompagnato da una ricca serie di fotografie, fotomontaggi, illustrazioni e statistiche disposte in maniera innovativa, con l'obiettivo di sottolineare e comunicare in modo efficace i concetti chiave del manifesto. Questo approccio visivo e tipografico rinforza il messaggio del libro, rendendolo non solo un'opera teorica, ma anche un esempio pratico di come il modernismo potesse essere applicato in ogni aspetto della cultura.

## Edizioni

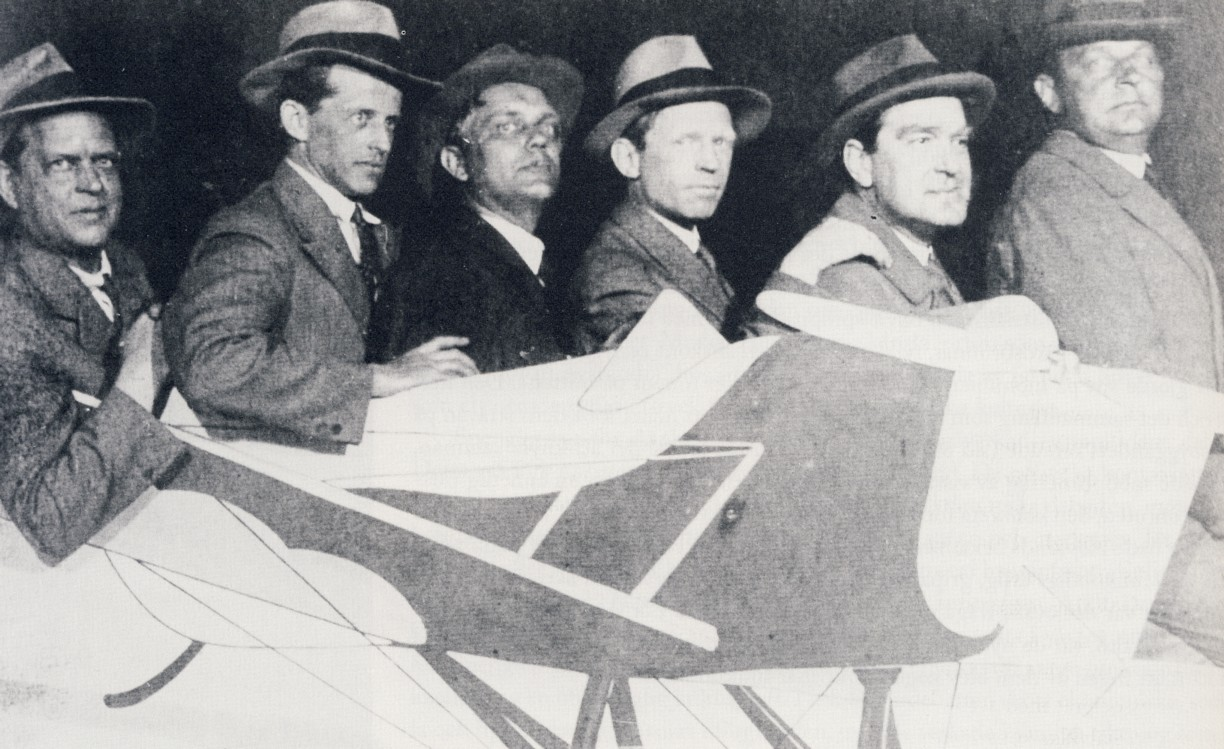
I sei autori di acceptera in posa dietro al cartonato di un aereo. Da sinistra verso destra: Sven Markelius, Uno Åhrén, Gunnar Asplund, Eskil Sundahl, Wolter Gahn e Gregor Paulsson.

- (SV)  Gunnar Asplund, Wolter Gahn, Sven Markelius, Gregor Paulsson, Eskil Sundahl, Uno Åhrén, acceptera, Tiden, Stoccolma, 1931.
- (SV)  Anders Åman (a cura di) acceptera facsimile, Tiden, Stoccolma, 1980.
- (EN)  Lucy Creagh, Helena Kåberg, Barbara Miller Lane (a cura di), Kenneth Frampton (prefazione), Modern Swedish design: Three Founding Texts, The Museum of Modern Art, New York, 2008.
- (DE)  Atli Magnus Seelow (a cura di), Akzeptiere: Das Buch und seine Geschichte. Deutsche Übersetzung mit Einleitung und Kommentar von Atli Magnus Seelow, FAU University Press, Erlangen, 2018.
- (IT)  Eugenio Lux (a cura di), Marco Biraghi (prefazione), Luca Ortelli (postfazione), acceptera, LetteraVentidue, Siracusa, 2024.